# Phân mức

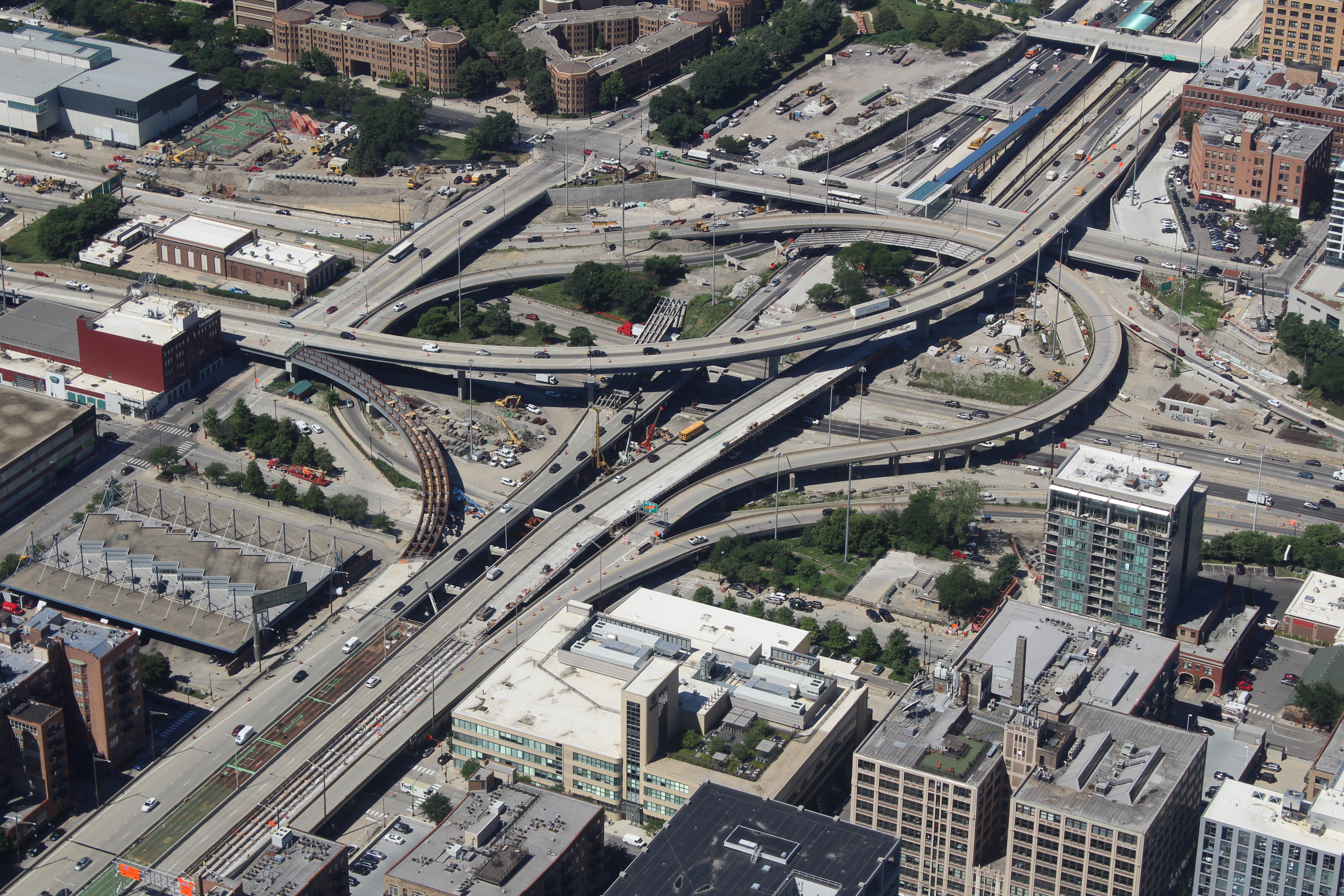
Một ví dụ về sự phức tạp tiềm ẩn của việc phân mức, được thấy ở Nút giao thông Jane Byrne ở Chicago

Trong kỹ thuật xây dựng dân dụng (cụ thể hơn là kỹ thuật xây dựng xa lộ), phân mức là phương pháp căn chỉnh điểm giao nhau của hai hoặc nhiều trục giao thông bề mặt ở các độ cao (cấp) khác nhau để chúng không làm gián đoạn luồng giao thông trên các tuyến đường khác khi chúng cắt nhau. Thành phần của các trục vận chuyển như vậy không nhất thiết phải đồng nhất; nó có thể bao gồm sự kết hợp của đường bộ, lối đi bộ, đường sắt, kênh đào hoặc đường băng sân bay. Cầu (hoặc cầu vượt), đường hầm (hoặc đường chui) hoặc kết hợp cả hai có thể được xây dựng tại một ngã ba để đạt được sự phân tầng cần thiết.
Ở Bắc Mỹ, đường giao nhau khác mức có thể được coi là nút giao thông khác mức (interchange) - trái ngược với nút giao thông cùng mức (intersection).

## Hiệu ứng

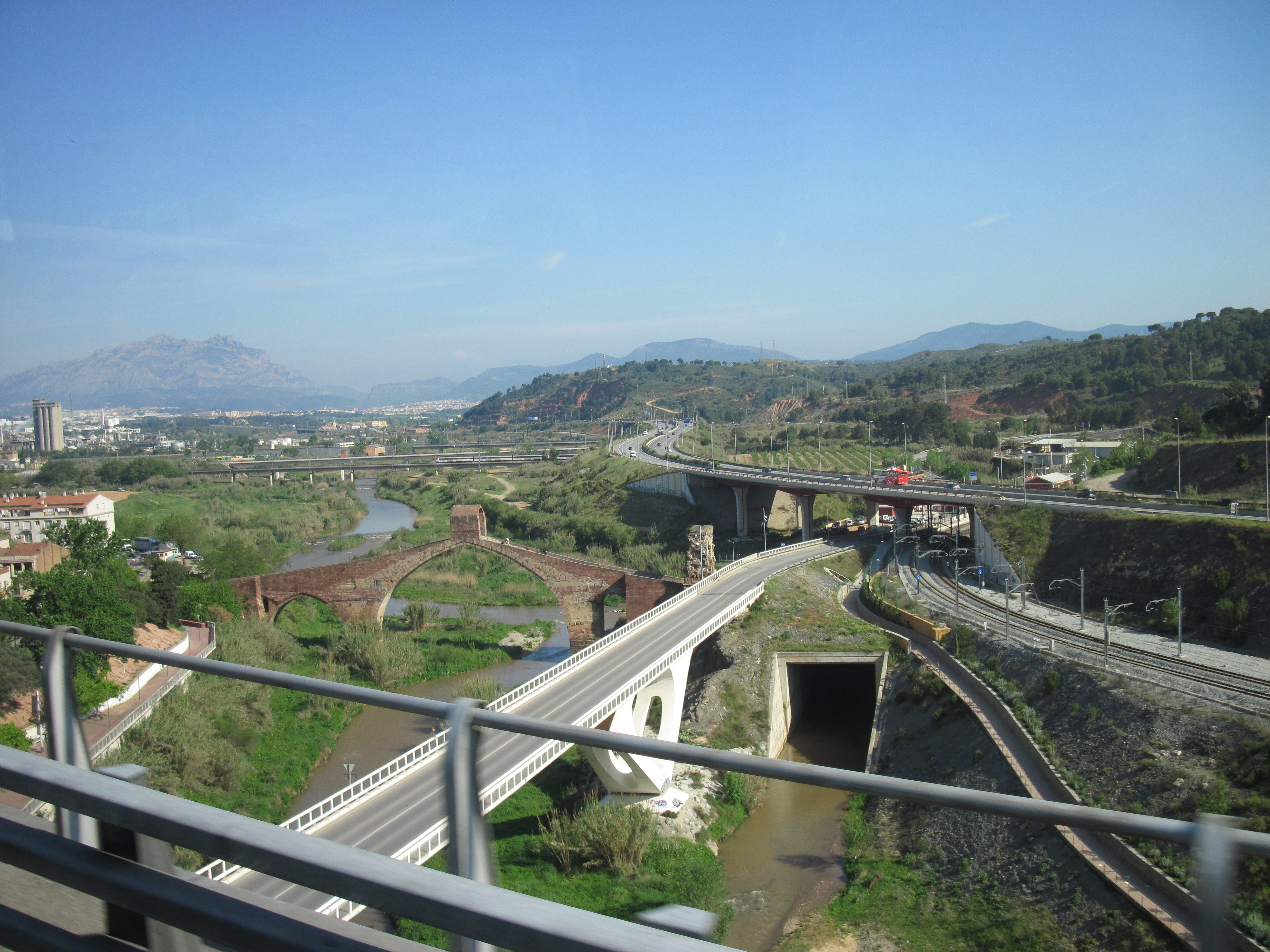
Bảy cầu vượt khác nhau để phân mức ở Tây Ban Nha gần Barcelona

### Thuận lợi
Đường được phân mức thường cho phép giao thông di chuyển tự do, ít bị gián đoạn hơn và ở tốc độ trung bình cao hơn; đây là lý do tại sao giới hạn tốc độ thường cao hơn đối với những con đường cùng mức. Ngoài ra, việc giảm bớt sự phức tạp của việc di chuyển giao thông sẽ làm giảm nguy cơ xảy ra tai nạn.

### Bất lợi
Các nút giao được phân mức thường tốn nhiều không gian, phức tạp và tốn kém do cần có các kết cấu vật lý lớn như đường hầm, đường nối và cầu. Chiều cao của chúng có thể gây khó chịu, và điều này, kết hợp với lưu lượng giao thông lớn thu hút bởi các đường được phân mức có xu hướng khiến chúng không được các chủ đất và cư dân gần đó ưa chuộng. Vì những lý do này, những đề xuất xây dựng đường mới được phân mức nhiều có thể hứng chịu sự phản đối mạnh mẽ của công chúng.

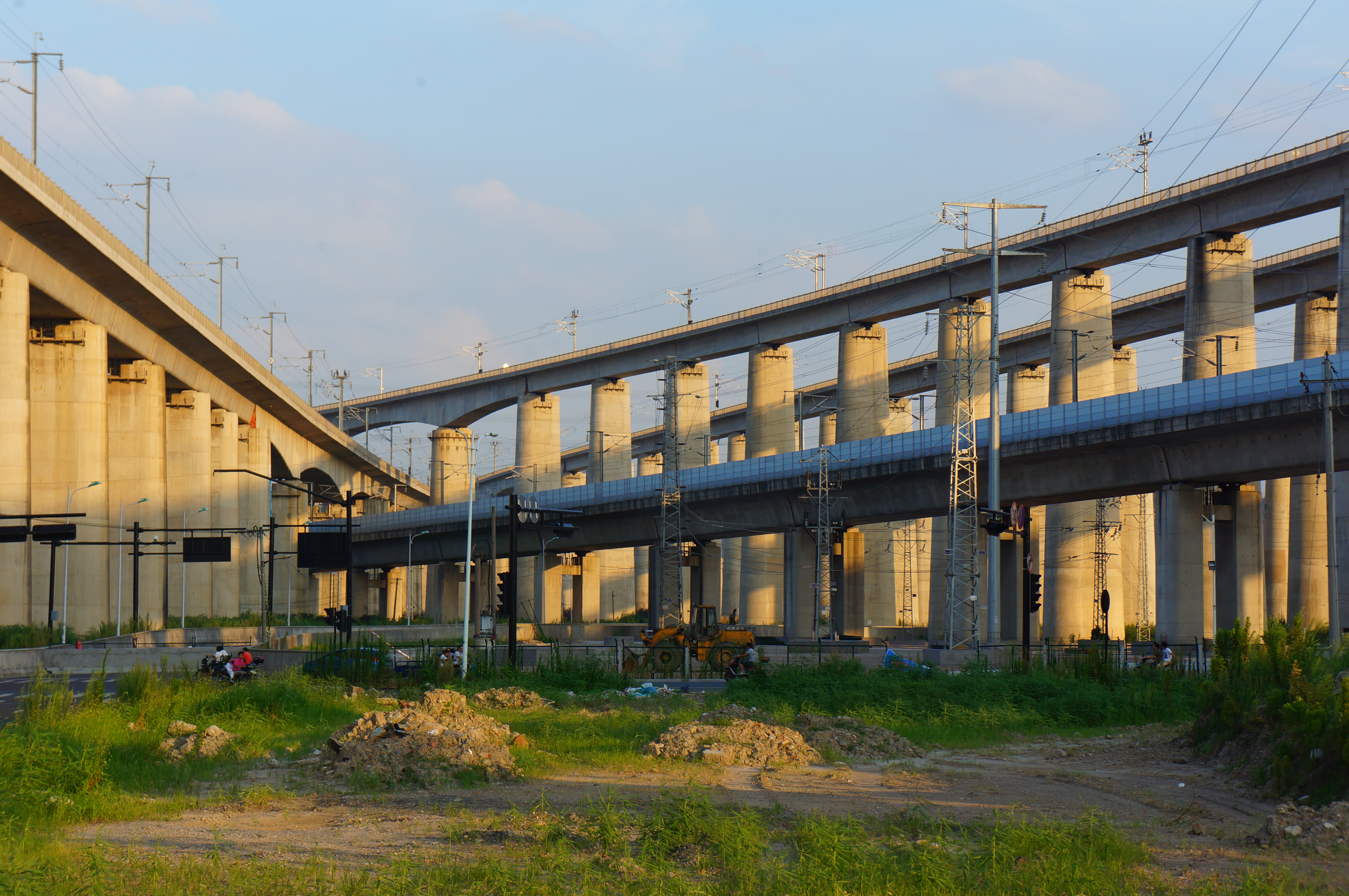
Phân mức đường sắt ở Tiêu Sơn, Trung Quốc

Việc phân mức giữa đường sắt với đường sắt chiếm ít không gian hơn so với phân mức đường: vì không cần làn nên thường có ít nhánh và đường kết nối phụ hơn để đáp ứng (vì phân mức một phần sẽ cải thiện nhiều hơn so với đường bộ) và bởi vì các nút giao đường sắt cùng mức thường chiếm không gian đáng kể. Tuy nhiên, chúng đòi hỏi nỗ lực kỹ thuật đáng kể và rất tốn kém cũng như mất thời gian để xây dựng.

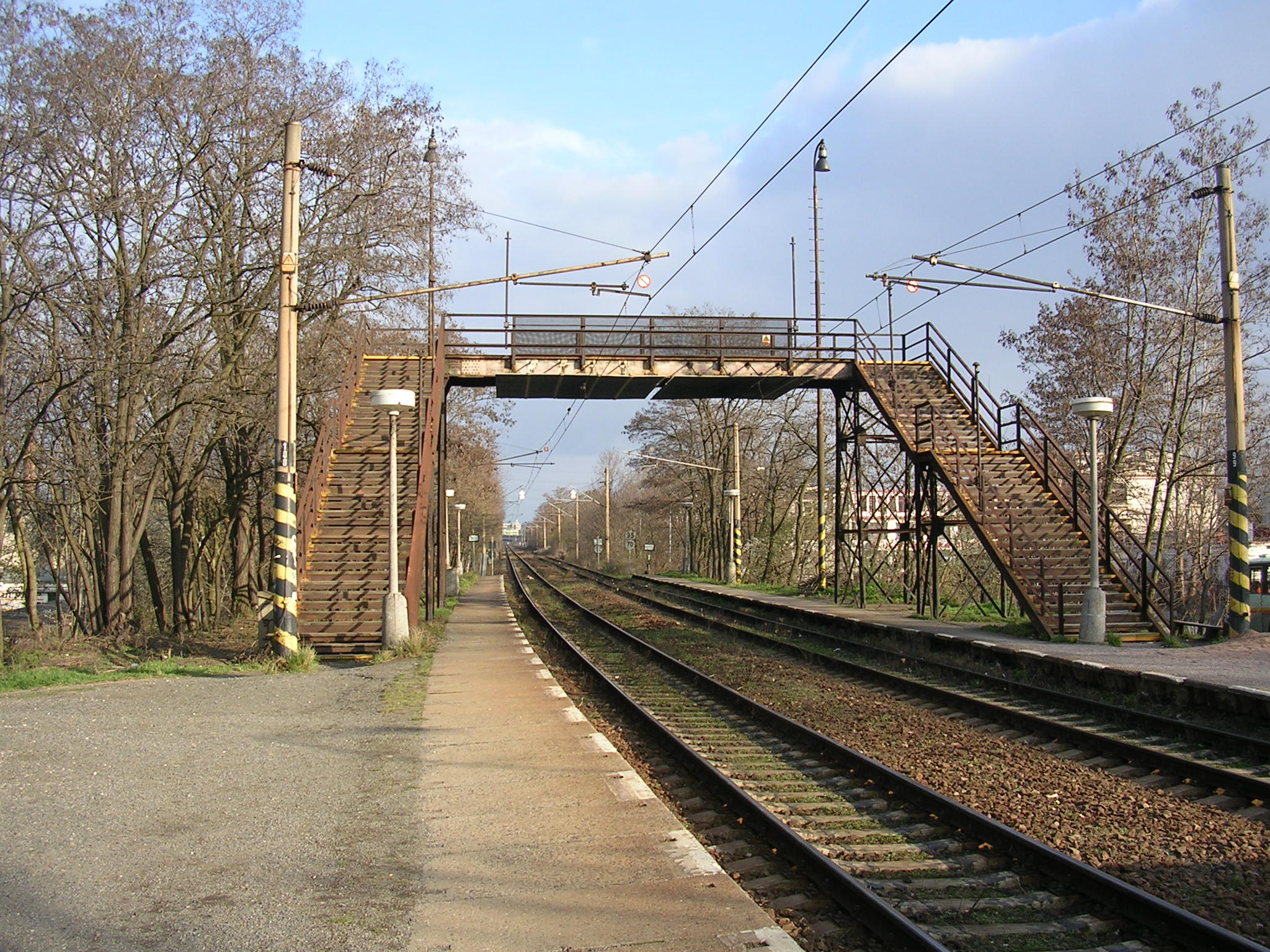
Khái niệm phân mức bao gồm tất cả các phương thức vận tải, chẳng hạn như cầu đi bộ đơn giản bắc qua đường ray.

Các tuyến đường dành cho người đi bộ và đi xe đạp được phân mức thường yêu cầu không gian khiêm tốn vì chúng thường không giao nhau với đường (chẳng hạn như đường cao tốc) mà chúng đi qua. Tuy nhiên, lối qua đường dành cho người đi bộ có mức riêng biệt gây ra các vấn đề về khả năng tiếp cận. Một số lối qua đường có thang máy nhưng việc sử dụng có thể tốn thời gian.
Những con đường được phân mức cho phép giới hạn tốc độ cao hơn thực sự có thể làm giảm mức độ an toàn do 'lắc lư' (xem bên dưới) cũng như cảm giác an toàn.

## Đường bộ

### Tổng quan
Thuật ngữ này được áp dụng rộng rãi nhất để mô tả một ngã ba đường trong đó luồng giao thông trực tiếp trên một hoặc nhiều con đường không bị gián đoạn. Thay vì kết nối trực tiếp, giao thông phải sử dụng đường nối vào và ra (ramp) (Hoa Kỳ, Úc, New Zealand) hoặc slip (Vương quốc Anh, Ireland) để tiếp cận các đường khác tại nút giao. Con đường đi qua ngã ba cũng có thể được gọi là đường được phân mức.
Thông thường, các đường cao tốc lớn hoặc xa lộ được chọn để phân mức, xuyên suốt toàn bộ chiều dài hoặc một phần của nó. Việc phân mức làm tăng đáng kể năng lực của một con đường so với một con đường giống hệt nhau có nút giao cùng mức. Ví dụ, việc tìm thấy một giao lộ cùng mức trên đường cao tốc ở Anh là cực kỳ hiếm; tất cả đều không thể thực hiện được trên Hệ thống Xa lộ Liên tiểu bang Hoa Kỳ, mặc dù một số ít vẫn tồn tại.
Nếu giao thông có thể đi qua nút giao thông từ bất kỳ hướng nào mà không bị buộc phải dừng lại thì nút giao thông đó được mô tả là hoàn toàn được phân mức.

### Các kiểu loại

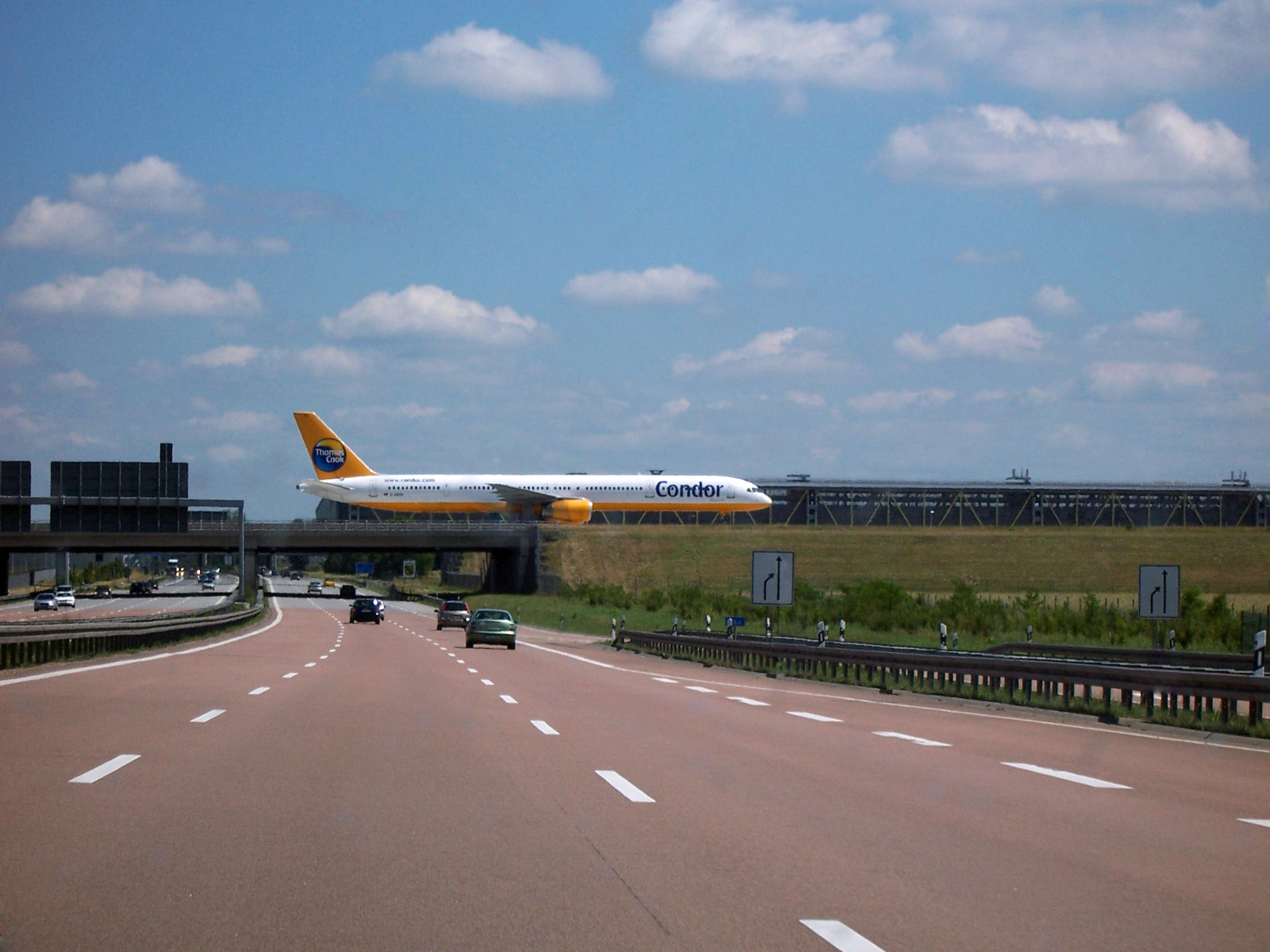
Một chiếc máy bay trên đường lăn phía trên Autobahn tại Sân bay Leipzig-Halle - một kiểu phân mức.

#### Hoàn toàn được phân mức

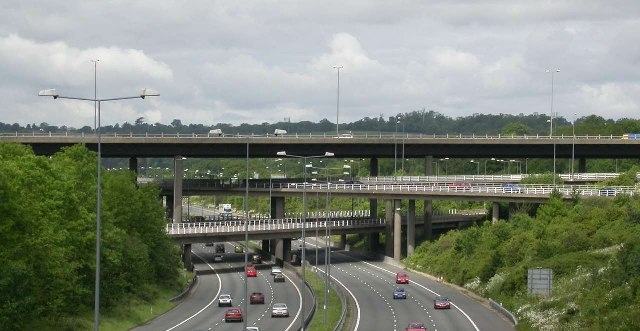
Nút giao chồng 4 cấp giữa M25 (bên dưới) và M23 (trên) ở Anh.

Các nút giao này nối hai đường cao tốc:
- Nút giao chồng (chồng hai cấp, ba cấp hoặc bốn cấp, tùy thuộc vào số lượng cấp giao nhau tại điểm trung tâm)
- Nút giao hoa thị
- Nút giao kèn trumpet
- Nút giao T định hướng
- Nút giao T bán định hướng
- Nút giao tuabin (xoáy nước)
- Nút giao cối xay gió
- Các biến thể khác nhau của nút giao spaghetti

#### Được phân mức một phần
Các nút giao này kết nối hai đường, nhưng chỉ có một đường được phân mức hoàn toàn, tức là giao thông trên một đường không phải dừng ở vạch nhường đường hoặc tín hiệu trên một đường, nhưng có thể phải làm như vậy khi chuyển sang đường kia:
- Nút giao kim cương
- Nút giao bán hoa thị
- Nút giao đô thị một điểm
- Nút giao vòng xoay
- Phân mức nhỏ gọn, theo đó hai con đường được nối với nhau bằng một "đường nối" nhỏ gọn, với các nút giao ưu tiên chính-thứ ở mỗi đầu của đường; thường là một biến thể của nút giao dạng hoa thị, nhưng chỉ liên quan đến hai góc phần tư chứ không phải bốn

#### Đan xen

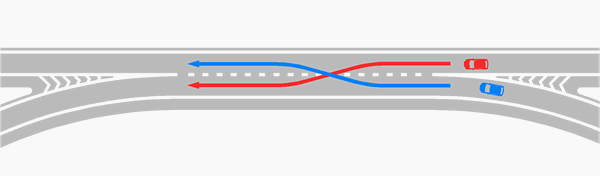
Một ví dụ về đan xen, nơi giao thông lái xe bên trái. Xe màu xanh đi vào đường được phân mức và xe màu đỏ đi ra đều phải chuyển làn trong khoảng cách ngắn nhất định.

Trên các đường có nút giao khác mức, việc đan xen là kết quả của việc đặt một đoạn đường nối ra sau đoạn đường vào một khoảng ngắn, gây ra xung đột giữa các phương tiện giao thông cố gắng rời khỏi đường ở nút giao tiếp theo và các phương tiện giao thông cố gắng đi vào từ nút giao thông trước đó. Tình huống này phổ biến nhất ở nơi người thiết kế nút giao thông đã đặt đường nối trước đường nối tại nút giao (ví dụ: nút giao thông dạng hoa thị) hoặc ở các khu vực đô thị có nhiều nút giao thông gần nhau. Đường vành đai Coventry ở Anh là một ví dụ nổi tiếng, cũng như các đoạn của phía nam M25, đường cao tốc vành đai Luân Đôn, giao lộ M6/M5 ở phía tây bắc Birmingham và giao lộ A4/M5 ở phía tây Bristol. Việc đan xen thường có thể gây ra va chạm hai bên trên những con đường mà giao thông di chuyển rất nhanh với tốc độ tối đa lên tới 200 km một giờ, cũng như vấn đề về điểm mù.
Ở những nút giao có thiết kế khác thường, việc đan xen có thể là một vấn đề khác ngoài đường chính. Có thể tìm thấy một ví dụ về điều này tại Nút giao số 7 của M6, nơi giao thông tham gia bùng binh từ đường tránh M6 hướng Đông phải đan xen với giao thông đã có trên bùng binh muốn sử dụng đường nối M6 hướng Tây. Điều này là do đường nối ở phía tây nút giao nối với bùng binh ở phía trong vòng cung phía đông chứ không phải phía ngoài vòng cung phía tây như thường lệ. Hai đường phụ được nối với nhau bằng một làn đường duy nhất ở bên trong bùng binh, các phương tiện muốn sử dụng đường tránh đi về hướng Tây phải tham gia và các phương tiện giao thông từ đường tránh đi về hướng Đông phải rời.
Có thể giảm bớt tình trạng đan xen bằng cách sử dụng đường gom hoặc đường dốc bện để phân tách giao thông ra vào.